# Aleksandr Parchomenko
Aleksandr Parchomenko (Александр Пархоменко) è un film del 1942 diretto da Leonid Davidovič Lukov.